# Juan Manuel Elordi
Juan Manuel Elordi (n. Saladillo, Provincia de Buenos Aires, 21 de agosto de 1994) es un futbolista argentino y su actual equipo es Rosario Central de la Liga Profesional de Fútbol. Juega tanto como lateral izquierdo o como volante.

## Trayectoria deportiva

### Comienzos
A los 5 años comenzó en la escuelita del Club Atlético Huracán de Saladillo, equipo que se encontraba jugando la liga local que estaba integrada también por equipos de 25 de Mayo y General Alvear.

### Carrera local
Una vez finalizada la escuelita siguió su carrera en el mismo club donde realizó todas las inferiores, hasta llegar a debutar en primera y jugar el Torneo Argentino C para dicha categoría. En sus comienzos se desempeñaba en la posición de enganche, teniendo mucha participación en el juego y llegando con frecuencia al área rival, siendo el encargado de ejecutar las pelotas paradas.
En el año 2009 el club decidió jugar el torneo, en ese momento llamado Argentino C, con la categoría sub-15, en la cual Juan Manuel era uno de los pilares fundamentales y el encargado de organizar el juego. A pesar de que el club afrontó dicho torneo con todos jugadores de las inferiores sin incorporar refuerzos, obtuvieron un resultado muy positivo ubicándose como el quinto mejor equipo del país. Esta misma camada pero a nivel local obtuvo grandes logros, coronándose varias veces campeón. 
Ya en el año siguiente Juan Manuel comenzó a dar sus primeros pasos en la categoría mayor alternando entre primera y reserva, hasta llegar a consolidarse en primera. Además seguía jugando en las inferiores ya que la edad se lo permitía, por lo que tanto sábados como domingos disputaba partidos.
En el año 2011 se formó una selección local para afrontar el Torneo Argentino C en la categoría sub-17, de la cual Juan Manuel formó parte y nuevamente cumplió un rol fundamental en el equipo, el seleccionado quedó eliminado en manos de su par de Necochea en la final de la zona Este. En el primer partido de la llave Saladiilo visitó la costa cayendo por 2 a 0. Una semana más tarde y de local, ante una lluvia torrencial que no cesó a lo largo de todo el partido, Saladillo debía afrontar un duro partido, Juan abrió el marcador del partido y luego promediando el segundo tiempo el combinado local logró anotar dos goles más obteniendo así temporalmente la clasificación. Faltando tan solo 4 minutos para que finalice el partido, tras un centro y un cabezazo, un jugador necochense logró empujar la pelota y así convertir lo que era el gol de la clasificación, pero el juez de línea levantó la bandera indicando una posición adelantada, a lo que todo el conjunto de Necochea fue a protestar e increpar al mismo, el cual luego de unos segundo salió corriendo hacia el medio campo indicando que había sido gol. Fue una desazón muy grande para todo el equipo, en especial para Juan Manuel que tenía todas sus esperanzas puestas en dicho torneo.
A fines de ese año el Club Huracán jugó el Torneo Argentino C en la categoría primera, equipo en el cual Juan formó jugando un poco más retrasado sobre la banda izquierda. No obtuvo un gran resultado el club, quedando eliminado en primera ronda.

### Carrera nacional

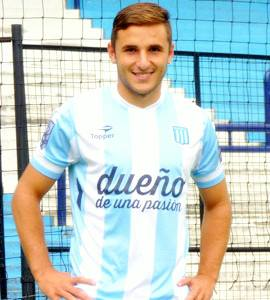

A principios del 2012, ya con 17 años Juan tuvo la posibilidad de realizar una prueba en Racing Club de Avellaneda, en la cual luego de varios entrenamientos el técnico junto con los dirigentes decidieron ficharlo para dicha institución, más precisamente para la 5a. categoría. Ante la ausencia de laterales por izquierda en dicha categoría, Elordi debió ocupar ese puesto retrasándose un poco en el campo de juego, y teniendo la obligación de mejorar su técnica defensiva. Durante ese año obtuvo mucho rodaje y a pesar de que el rendimiento del equipo no fue bueno, su rendimiento personal fue altamente positivo. Para el siguiente año habiendo terminado lo que son las inferiores, comenzó a jugar en 4a. división y siendo suplente en reserva. Finalizando el año Juan Manuel se había consolidado en reserva por lo que esperaba un 2014 muy positivo en lo personal.
Comenzando el 2014, ante malas campañas Racing Club tomó un papel predominante en el mercado de pases contratando 15 refuerzos, de los cuales 2 eran laterales izquierdos lo que llevó a que él quedara relegado ya que uno de los dos "3" era titular en primera división y el otro refuerzo lo hacía en reserva. Esto hizo que Juan pierda rodaje y a fin de año la institución lo dejara libre.
Para inicios del 2015, "el pipa" junto a su representante, consiguieron una prueba en el club Tristán Suárez y al finalizar la misma el club decidió quedarse con el jugador y firmar su primer contrato. A pesar de que desde lo deportivo fue un buen año, para el técnico no era de su gusto, por lo que no pudo tener continuidad en 1a. y tras algunos conflictos, Elordi decidió abandonar la institución. 
Luego de realizar una prueba en el Club Social y Atlético Guillermo Brown, el mismo decidió contar con los servicios del jugador y firmar un contrato por 18 meses. Dicho equipo se encontraba militando en la Primera B Nacional.

## Estadísticas

### Clubes
Actualizado al último partido disputado el 16 de agosto de 2025.
| Guillermo Brown Argentina         | 2.ª                 | 2016                | 0   | 0  | — | — | — | — | 0   | 0  |
| Guillermo Brown Argentina         | Total club          | Total club          | 0   | 0  | 0 | 0 | 0 | 0 | 0   | 0  |
| Sol de Mayo (Viedma) Argentina    | 3.ª                 | 2018-19             | 26  | 2  | 5 | 0 | — | — | 31  | 2  |
| Sol de Mayo (Viedma) Argentina    | 3.ª                 | 2019-20             | 20  | 1  | 2 | 0 | — | — | 22  | 1  |
| Sol de Mayo (Viedma) Argentina    | Total club          | Total club          | 46  | 3  | 7 | 0 | 0 | 0 | 53  | 3  |
| Tacuarembó F. C. · Uruguay        | 2.ª                 | 2020                | 18  | 0  | — | — | — | — | 18  | 0  |
| Tacuarembó F. C. · Uruguay        | Total club          | Total club          | 18  | 0  | 0 | 0 | 0 | 0 | 18  | 0  |
| Villa Mitre Argentina             | 3.ª                 | 2021                | 29  | 0  | 0 | 0 | — | — | 29  | 0  |
| Villa Mitre Argentina             | 3.ª                 | 2022                | 31  | 5  | — | — | — | — | 31  | 5  |
| Villa Mitre Argentina             | Total club          | Total club          | 60  | 5  | 0 | 0 | 0 | 0 | 60  | 5  |
| Independiente Rivadavia Argentina | 2.ª                 | 2023                | 34  | 6  | 1 | 0 | — | — | 35  | 6  |
| Independiente Rivadavia Argentina | Total club          | Total club          | 34  | 6  | 1 | 0 | 0 | 0 | 35  | 6  |
| Delfín S. C. · Ecuador            | 1.ª                 | 2024                | 14  | 1  | 0 | 0 | 7 | 2 | 21  | 3  |
| Delfín S. C. · Ecuador            | Total club          | Total club          | 14  | 1  | 0 | 0 | 7 | 2 | 21  | 3  |
| Racing Club Argentina             | 1.ª                 | 2024                | 7   | 0  | 0 | 0 | 0 | 0 | 7   | 0  |
| Racing Club Argentina             | Total club          | Total club          | 7   | 0  | 0 | 0 | 0 | 0 | 7   | 0  |
| Rosario Central Argentina         | 1.ª                 | 2025                | 7   | 0  | 0 | 0 | 0 | 0 | 7   | 0  |
| Rosario Central Argentina         | Total club          | Total club          | 7   | 0  | 0 | 0 | 0 | 0 | 7   | 0  |
| Total en su carrera               | Total en su carrera | Total en su carrera | 186 | 15 | 8 | 0 | 7 | 2 | 201 | 17 |
| 1. 2.                             |                     |                     |     |    |   |   |   |   |     |    |

## Palmarés

### Torneos locales
| Título             | Club                    | País      | Año  |
| ------------------ | ----------------------- | --------- | ---- |
| Torneo Federal B   | Sol de mayo             | Argentina | 2017 |
| Primera B Nacional | Independiente Rivadavia | Argentina | 2023 |

### Torneos internacionales
| Título            | Club        | País      | Año  |
| ----------------- | ----------- | --------- | ---- |
| Copa Sudamericana | Racing Club | Argentina | 2024 |